# 农业史
农业史记录了人类驯化植物和动物、发展以及传播技术用来提高生产力的历史。农业起源于地球不同的地方，农业的起源中心包括旧大陆和新大陸的至少11个独立的区域。
早在公元前2万年，人类就已经有采集和进食野生的谷物。大约在公元前9500年，黎凡特开始耕种8种新石器时代奠基农作物——二粒小麦、一粒小麦、大麦、豌豆、小扁豆、苦野豌豆、鹰嘴豆、亚麻。公元前1.15万年到公元前6200年之间，中国开始耕种稻、绿豆、大豆、紅豆。大约在公元前1.1万年，美索不达米亚开始驯养猪属，公元前1.1万年到公元前9000年之间开始驯养绵羊。大约公元前8500年，在现今的土耳其和巴基斯坦地区，原牛被驯化成家牛。大约公元前7000年，新幾內亞开始栽培甘蔗和根菜。公元前5000年，非洲的萨赫勒地区开始栽培高粱。公元前8000年到公元前5000年之间，南美的安地斯山脈开始栽培马铃薯、菜豆、古柯，驯养大羊駝、羊驼、豚鼠。同一时期巴布亚新几内亚开始种植并杂交香蕉。公元前4000年，中部美洲把野生的玉蜀黍属驯化成 玉米。公元前3600年，秘鲁栽培棉花。大约在公元前3000年，人类开始驯养骆驼。
公元前3300年，随着青铜时代的到来，见证了农业的多样性。这个时期出现了多种文明诸如美索不达米亚的 苏美尔、古埃及、印度河流域文明、中国、古希腊。到了铁器时代以及古典时代，古罗马的扩张，罗马共和国以及之后建立的羅馬帝國，把古代地中海和西欧都贯穿起来，在原有的农业体系之上建设了一套庄园体系。到了中世纪，在伊斯兰和欧洲，农业有了技术改良，农作物被传播移植。这其中包括经由安达卢斯传播到欧洲的糖、大米、棉花、果树（如橙）。1492年克里斯托弗·哥伦布的航行之后，哥倫布大交換把新世界的农作物如玉米、马铃薯、番薯、木薯带到了欧洲，把旧世界的农作物如小麦、大麦、大米、芜菁还有马牛羊等牲畜带到了美洲。
新石器革命之后，灌溉、輪作、肥料被使用，并从英国农业革命开始的过去200年内大幅发展。从1900年开始，发达国家以及少部分发展中国家的生产力得到了很大的提高，人力被机械化所替代，并出现了人工肥料、农药以及人工選擇。哈柏法的发明使得人工硝酸铵肥料被大规模运用，从而大幅提高了作物产量。现代农业引发了社会、政治、环境问题，包括水污染、生物燃料、转基因生物、关税、農業補貼。作为回应，20世纪发展起来的有機農業被用来取代合成农药。

## 起源

### 起源假設
学者们已经提出了许多假说来解释农业的历史渊源。对狩猎采集社会过渡到农业社会的研究表明，存在一个逐渐集约化利用资源的时期。 對從狩獵採集社會向農業社會轉變的研究表明，在先期存在著集約化和定居主義日益增加的時期。例如黎凡特的納圖夫文化和中國的早期中國新石器時代。目前的模型表明，先前收穫的野生林分已開始種植，但並未立即馴化。
局部氣候變遷是黎凡特農業起源的首選解釋。當最後一個冰河時期（約公元前 11,000 年）之後發生重大氣候變化時，地球大部分地區都經歷了漫長的旱季。這些條件有利於一年生植物在漫長的旱季中死去，留下休眠的 種子或塊莖。大量易於儲存的野生穀物和豆類使某些地區的狩獵採集者在此時形成了第一個定居的村莊。 在整個歐亞大陸西部，直到大約 4,000 年，農業社會才完全取代了狩獵採集社會。這些技術先進的社會在森林較少的地區擴張得更快，將狩獵採集者推向更茂密的林地。只有青銅時代中晚期和鐵器時代的社會才能完全取代狩獵採集者在森林最茂密地區的最後據點。與青銅時代和鐵器時代的社會不同，新石器時代的社會無法在茂密的森林中立足，而銅器時代的社會也只取得了有限的成功。

### 敘論
農業史可以做狹義和廣義的概念，農業（Agriculture）一詞源自拉丁文（Agri）指的是土地（culture）是耕種栽培的意旨係指耕種土地栽培作物的內涵，在食貨志（漢書）中闢土植穀曰農，是耕種土地、樹藝五穀的表意，依行政院農業委員會其農業發展條例第三條之規定「農業指利用自然資源及農用資材及科技，從事農作、森林、水產、畜牧等產製銷及休閒之事業。」農業史包含生物自然，經濟文化，社會形態，人類生存等也就是在誕生或習得農業後所產生的一切改變影響和在過程中的發明，在現代農業發展中以三大主要理論影響農業發展方向是分別是(超級農業說)強化科學技術對抗病蟲害使用生物工廠讓農業能在隔絕土地下運作以基改農業為代表、(反省農業說)用生物防治和生態支持系統對環境用溫和的方式以有機農業和自然農業為代表、(象徵農業說)指引導消費者想像和當地文化敘生物資源和實物過程的各種符號以休閒農業為代表。茲農業發明是所有事務的基礎，而工業發展塑造今天的世界，而這兩者之間的橋樑是地理大發現所產生的全球貿易，自然資源和礦產是全球貿易的推力，蔗糖、菸草和香料各種金屬開始流動，阿拉伯水手摸索出地中海和印度的航路，穿越撤哈拉沙漠的商隊，維京人利用河流進行貿易這誕生了俄羅斯，西歐水手用帆船開闢了洲際航路全球貿易開始形成。黃金和白銀的流入對各國發生變化，從事遠途貿易的商人導致金融體系的出現，探索者散佈著宗教和文明，農民開墾著荒野，城市中出現來自世界各地的物品，而英格蘭和日本出現兩位主張禁菸的統治者。

## 文明

### 蘇美爾

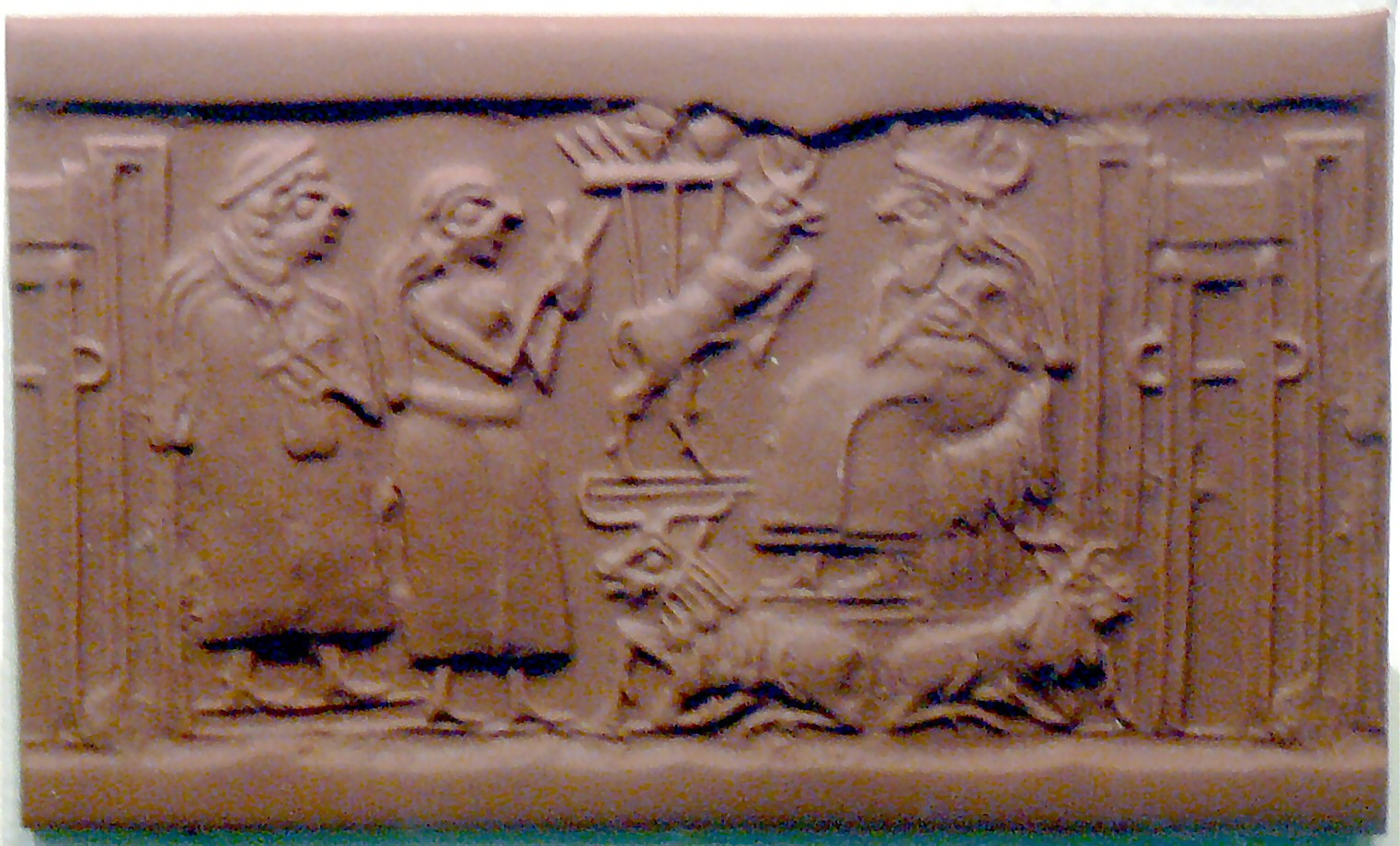
刻在蘇美爾印章上的訓化動物，西元前2500年

蘇美爾農民種植穀物大麥和小麥，大約從西元前8000年開始生活在村莊中。由於該地區降雨量少，農業依賴底格里斯河和幼發拉底河。從河流引出的灌溉渠使穀物的生長足以支持城市。最早的犁出現在西元前3000年左右的（Uruk）象形文字中；在西元前2300年左右的海豹上出現了將犁播入犁過的犁溝地梨種子。蔬菜作物包括鷹嘴豆，扁豆，豌豆，豆類，洋蔥，大蒜，生菜，韭菜和芥末。他們種了水果，包括棗，葡萄，蘋果，瓜和無花果。除了耕種外，蘇美爾人還捕獲了魚類，並獵殺了家禽和瞪羚。綿羊，山羊，牛和家禽的肉主要由精英食用。魚通過乾燥，醃製和抽煙保存。

### 埃及

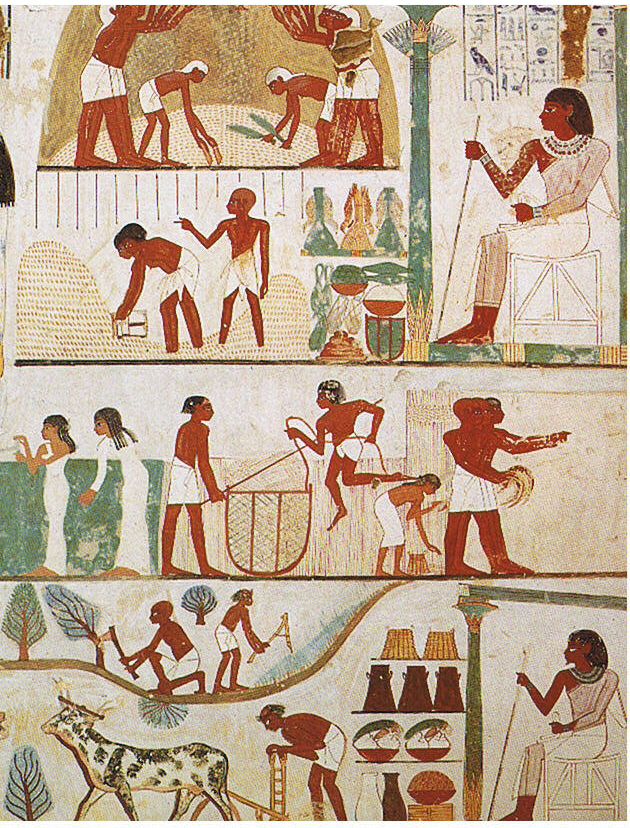
農業，展示了古埃及的脫殼、糧倉、用镰刀收割、挖掘、砍樹、耕作。Nakht墓，西元前15世纪

古埃及的文明歸功於尼羅河及其可靠的季節性洪水。河流的可預見性和肥沃的土壤使埃及人得以在巨大的農業財富的基礎上建立帝國。埃及人是最早進行大規模農業耕作的人民之一，從西元前10,000年至西元前4000年之間的舊石器時代開始，即從舊石器時代末期到新石器時代。這隨著盆灌的發展而成為可能他們的主食作物是穀物，例如小麥和大麥，以及工業作物，例如亞麻和紙莎草。 。

### 印度次大陸
西元前9000年已在印度次大陸馴化。大麥和小麥的種植，以及牲畜（主要是綿羊和山羊）的馴化，隨後在Mehrgarh養殖，直至西元前8000-6000年，這個時期也看到了大象的第一次馴化。田園養殖在印度包括的脫粒，以行種植作物兩種或六種儲存於穀物的糧倉。棉花是在西元前5至4世紀種植的。到西元前五千年，農業社區在克什米爾變得很普及。西元前4500年左右，印度河谷文明開發了灌溉技術。由於這項創新，印度文明的規模和繁榮得到了發展，從而導致了更詳盡地計劃使用排水和下水道定居。在印度河流域文明中，動物犁的考古依據可追溯到西元前2500年。

### 中國、東亞

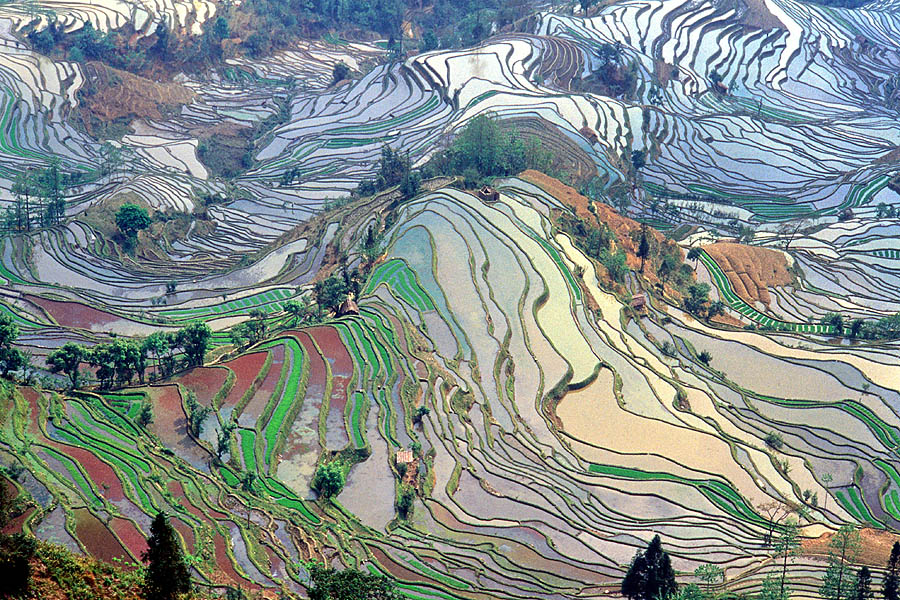
雲南元陽縣的梯田

記錄於戰國、秦朝和漢朝早期的圖片裡中國的農業在西元前5世紀到西元2世紀包括了一個全國性的糧倉儲存體系和廣泛的養蠶。早期重要的農業書籍是西元535年賈思勰書寫的齊民要術。 賈思勰的寫作風格相對於當時典型的文風而言，是通俗而直接的。齊民要術的篇幅及內容豐富，有十萬多個漢字，並引用了以前許多其他的書籍，但這些書籍已然不再。 齊民要術的內容包括土地利用、播種、耕種、果園管理、林業和畜牧業。這本六世紀的著作還包括與周邊相關的內容，涵蓋了農作物的交易和烹飪方法。 可以發現齊民要術的寫作方式和風格對後來的農學著作，如西元1313年元朝王禎所寫的（王禎農書）都有影響。

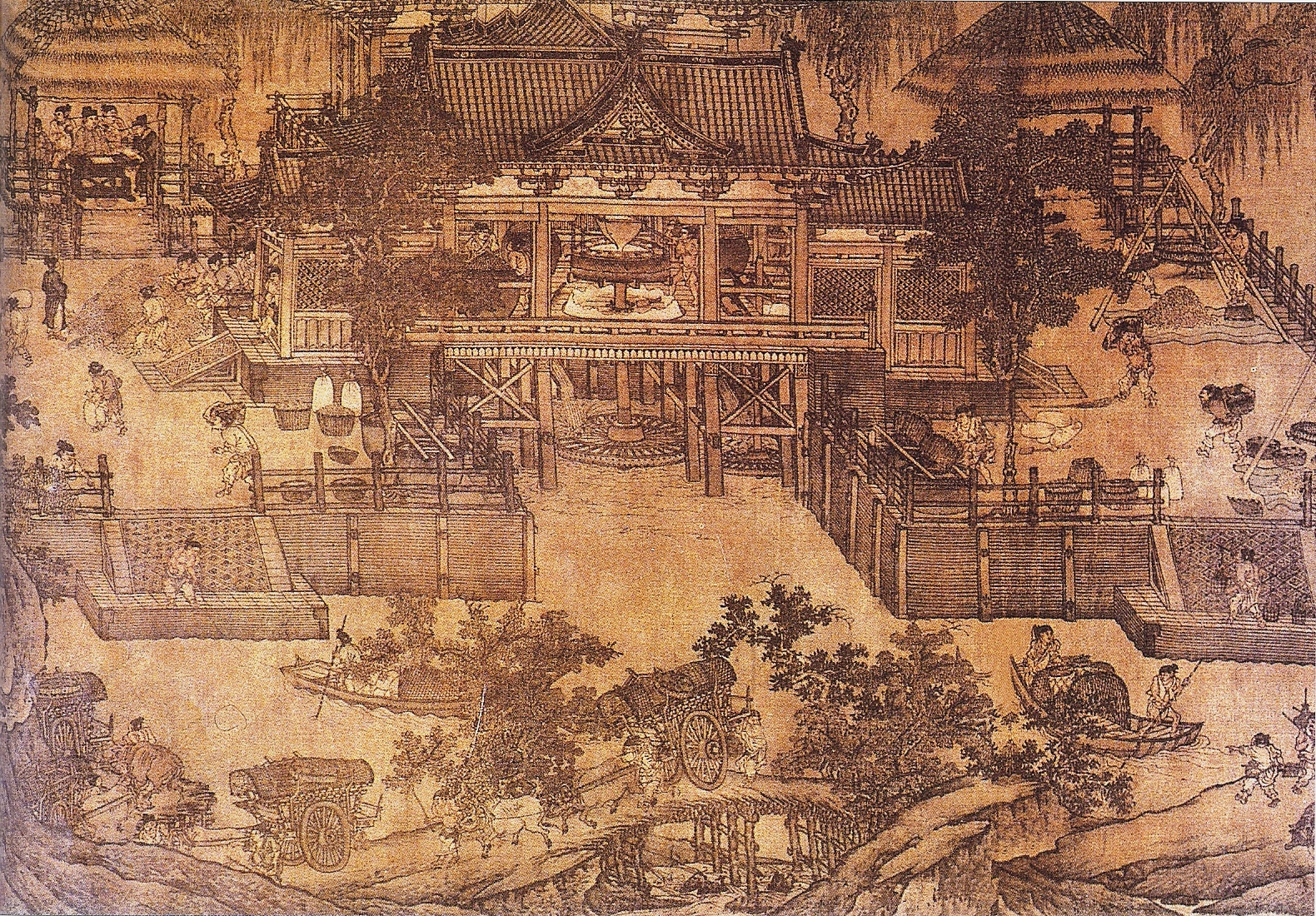
宋朝(公元960–1127)的水磨，用来给谷物脫殼，包括一架水車

對於農產品來說，水碓的使用是在西元前1世紀。 儘管它有其他用途，但主要功能是搗碎，去皮和拋光穀物，不需手動來完成。也在西元1世紀開始使用翻車（用腳踩動拐木，使大輪軸轉動，帶動槽內板葉刮水向上，傾灌於地勢較高的田地中。形狀像人的脊椎骨），由水車或牛來驅動翻車，使用水車或者牛作為動力。儘管翻車在公共建設中被發現可以為城市和管道系統供水，但它在大部分時候是填充用於升降水從低到高海拔灌溉運河及水道用於農田之中。到了漢代後期西元2世紀，重犁已經發展為鐵犁用於耕地。犁是外來或本土中、外學者的界定因其看法觀念之不同而有別。
亞洲中國的水稻馴化推測在8,200-13,500年，是單一野生稻的起源（Oryza rufipogon），在中國珠江地區。水稻的種植後來傳播到南亞和東南亞。

### 古希臘城邦

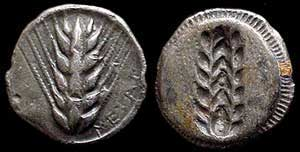
印在古希臘金幣上的大麥的穗，是古希臘梅塔蓬圖姆（意大利南部古代殖民地）富裕的象徵，前530年代–前510年代

古代地中海地區的主要作物是小麥，（Emmer）和大麥，而常見的蔬菜包括豌豆，豆類，蠶豆和橄欖，乳製品主要來自綿羊和山羊，以及肉類，大多數情況下很少食用，通常由豬肉，牛肉和羊肉組成。古代希臘的農業受到大陸地形的阻礙，該大陸僅允許大約10％的土地被正確耕種，因此有必要專門出口石油和葡萄酒，並從色雷斯（Thrace）進口穀物（以現在為中心）保加利亞）和希臘殖民地的俄羅斯南部。在希臘化時期，托勒密帝國控制著埃及，塞浦路斯，腓尼基和西里納卡這兩個主要穀物產區，希臘大陸人賴以維持生計。而托勒密穀物市場在羅馬共和國的崛起中也有所幫助 。在塞琉古帝國，美索不達米亞是生產小麥的重要地區，而游牧業在其他地區也被實行。。

### 羅馬帝國
在古典時期的希臘羅馬世界中，古羅馬農業建立在最初由蘇美人開創的技術基礎上，並透過後來的文化傳播給他們，特別強調種植用於貿易和出口的農作物。羅馬人為莊園經濟制度奠定了基礎，其中包括中世紀盛行的農奴制。羅馬的農場規模可分為三類。小型農場有 18 至 88 個 iugera（1 iugera 約等於 0.65 英畝）。中型農場有 80 到 500 個 iugera（單數iugera）。大型莊園（稱為latifundia）超過 500 個 iugera。古羅馬人有四種農場管理制度：由所有者及其家人直接工作；奴隸在奴隸管理者的監督下工作；佃農、業主和佃戶瓜分農場的產品；以及農場出租給租戶的情況。

### 中美洲
在中美洲，野生的（teosinte）通過人類的選育而轉變為6000多年前的現代玉米的祖先。它逐漸擴散到北美，是歐洲探險時美洲原住民的主要農作物。其他中美洲作物包括數百種本地馴化的南瓜和豆類，該地區馴化的可可豆也是主要農作物。 火雞可能在墨西哥或美国西南部被驯化。
土耳其火雞，可能是馴化在墨西哥或美國西南部。在中美洲，阿茲特克人是活躍的農民，具有以農業為中心的經濟。特斯科科湖周圍的土地肥沃，但面積不足以提供其不斷擴張的帝國人口所需的糧食。阿茲特克人開發了灌溉系統，形成了梯田的山坡，為土壤施肥，並開發了瓷器或人工島，也被稱為“浮動花園”。西元前400年至西元900年之間的瑪雅人使用了廣泛的運河和高架的灌溉系統在猶加敦半島上耕種。。

### 南美洲

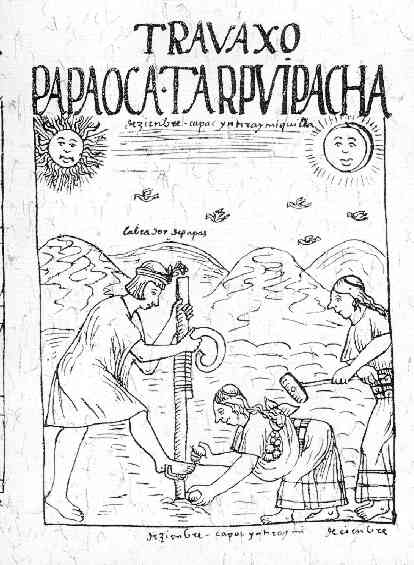
印加農民使用人力梨

美洲最早已知的可能存在農業的地區可追溯到公元前 9000 年左右，位於哥倫比亞，靠近現今的佩雷拉，以及厄瓜多爾聖埃琳娜半島的拉斯維加斯文化區。栽培（或人類操縱）的植物有lerén ( Calathea allouia )、竹芋( Maranta arundinacea )、南瓜( Cucurbita種) 和葫蘆( Lagenaria siceraria )。所有這些都是潮濕氣候的植物，它們此時在半乾旱的聖埃琳娜半島上的存在可能證明它們是從更潮濕的環境移植到那裡的。在另一項研究中，南美洲的這一地區被確定為四個最古老的農業起源地之一，與新月沃地、中國和中美洲一起，其歷史可追溯到西元前6200 年至西元前10000 年。（為了方便讀者理解，上述來源中放射性碳校準的BP日期已轉換為BC。）
在擁有印加文明的安地斯地區，主要農作物是馬鈴薯，於西元前 8000 年至 5000 年馴化。 古柯至今仍是一種主要作物，與花生、番茄、菸草和鳳梨一樣，在安第斯山脈被馴化。 西元前 4200 年，棉花在秘魯被馴化。 動物也被馴化，包括美洲駝、羊駝和豚鼠。[ 114 ]南美洲印加帝國的人民生產了大量剩餘糧食，並將其儲存在名為Qullqas的建築物中。
亞馬遜河流域和熱帶低地馴化的最重要的作物可能是木薯( Manihot esculenta )，它在公元前 7000 年之前就已被馴化，可能在巴西的朗多尼亞州和馬托格羅索州。現代智利的瓜伊特卡斯群島是前西班牙農業的南部邊界，靠近南緯 44° ，正如1557 年西班牙探險隊所提到的奇洛埃馬鈴薯種植所指出的。

### 北美洲

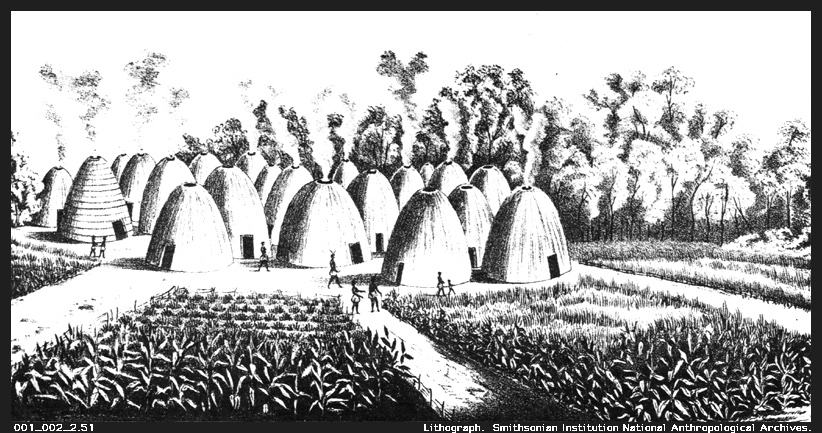
美國威奇託人住在被玉米田包圍的草地房子裡。

美國東部的土著人民馴化了許多農作物。向日葵、菸草、 各種南瓜和藜，以及不再種植的農作物，包括沼澤接骨木和小大麥。 收穫野生稻、楓糖等野生食品。 馴化草莓是智利和北美品種的雜交品種，在歐洲和北美培育而成。 兩種主要作物，山核桃和康科德葡萄，在史前時期被廣泛使用，但直到 19 世紀才被馴化。
現在的加州和太平洋西北地區的土著人民在森林、草原、混合林地和濕地中進行了各種形式的森林園藝和火棒耕作，以確保繼續獲得所需的食品和藥用植物。當地人在區域範圍內控制火災，創造了低強度的火災生態，防止了更大的災難性火災，並維持了鬆散輪作的低密度農業；一種「野生」永續農業。
北美開發了一種稱為「三姐妹」的同伴種植系統。三種互為補充的作物種植在一起：冬瓜、玉米和攀緣豆（通常是菜豆或普通豆）。玉米為豆類提供了攀爬的結構，因此不再需要桿子。豆類為其他植物使用的土壤提供氮，而南瓜沿著地面蔓延，阻擋陽光，有助於防止雜草的生長。南瓜葉也充當「活的覆蓋物」。

### 大洋洲

#### 澳洲
澳洲原住民主要是游牧狩獵採集者。由於無主地政策，原住民被認為不具備持續農業的能力。然而，目前的共識是，原住民採用了多種農業方法。澳洲中部的兩個地區，即澳洲中部西海岸和東部中部，都實行了農業形式。居住在200多個居民的永久定居點的人們大規模播種或種植並儲存收穫的食物。西海岸中部的 Nhanda 和 Amangu 種植山藥（Dioscorea hastifolia），而澳大利亞中東部（角區）的不同群體則種植和收穫灌木洋蔥（yaua – Cyperus ballosus）、本地小米（cooly、tindil – Panicum decompositum）和子實體ngardu ( Marsilearummondii ) 。
澳洲原住民使用系統燃燒、火棒耕作來提高自然生產力。在 1970 年代和 1980 年代，維多利亞州西南部的考古研究表明，貢迪馬拉 (Gunditjmara ) 和其他群體在近 5,000 年的時間裡開發了複雜的鰻魚養殖和魚類捕獲系統。考古學家Harry Lourandos在 20 世紀 80 年代提出，有證據表明整個澳大利亞正在“強化”，這一過程似乎持續了過去 5,000 年。這些概念導致歷史學家比爾·甘米奇 (Bill Gammage)認為，實際上整個大陸都是一個受管理的景觀。
現在人們知道托雷斯海峽島民也種植了香蕉。

#### 太平洋島嶼
在新幾內亞，考古證據表明，農業在大約 7,000 年前隨著香蕉和芋頭等農作物的馴化而獨立出現。豬和雞被進口到新幾內亞，後來被波利尼西亞等其他太平洋島國創新。

### 撒哈拉以南非洲

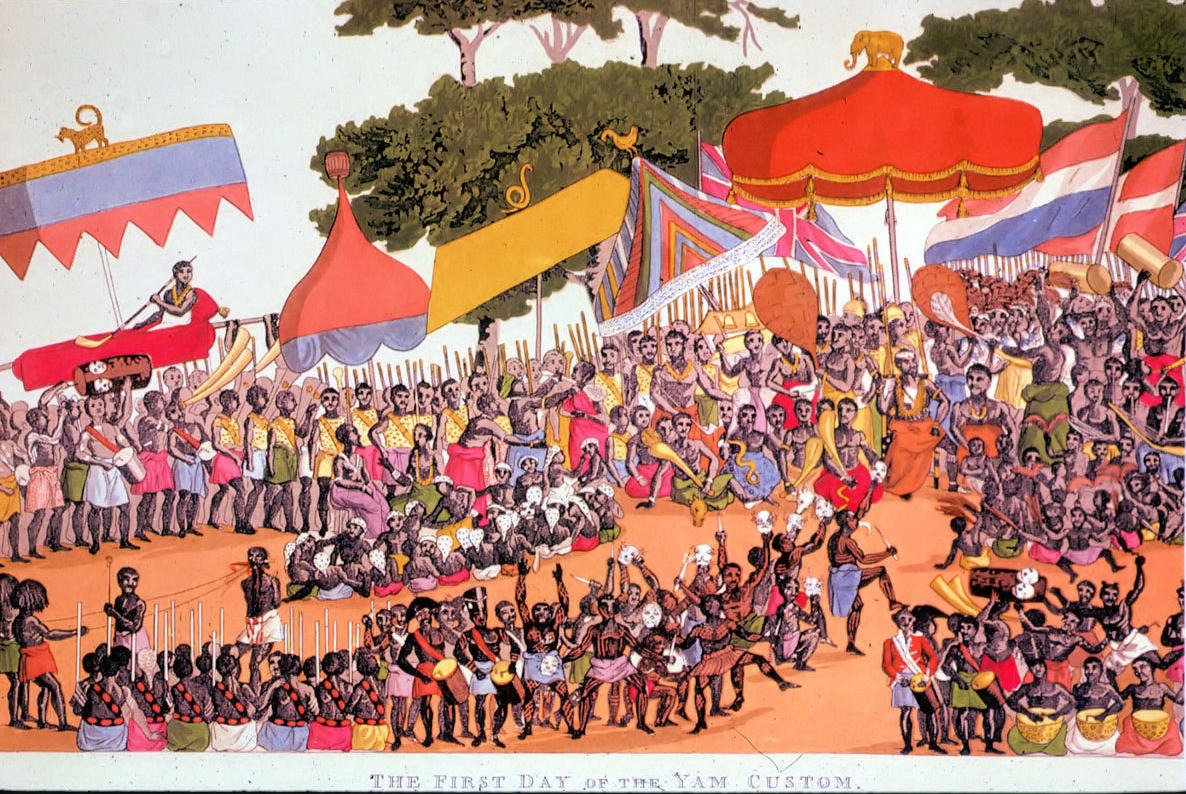
Yam festival in the Ashanti Empire. Thomas E. Bowdich – 1817.

西元前7000年納布塔遺址有種植大麥的痕跡，西元前4000年開羅法尤姆人有培育大麥和亞麻的痕跡，在撒哈拉沙漠西部西元前1200年達爾提特人開始種植蘆薈，古希臘和阿拉伯商人、旅行者記錄了關於北非農業的記載。西元前1000年，今北非的南阿爾及利亞地區存在灌溉的菜園，西元前500多年希羅多德記載了北非費贊地區種植棗樹的情況，他還記敘了北非沿岸一帶居民種植蓖麻的情景。
在薩赫勒地區，馬利帝國和桑海帝國等文明種植了高粱和珍珠粟，這些作物在公元前3000年至2500年間被馴化。驢子於西元前約 5000 年在努比亞被馴化。考古證據表明，桑加牛可能在公元前 1600 年左右在東非被獨立馴化。
在西非熱帶地區，黑眼豌豆、海島紅豌豆、山藥、可樂果、Jollof 稻和kokoro等作物在公元前 3000 年至 1000 年間被馴化。西非沿海地區由於山藥產量高，通常被稱為「山藥帶」。 珍珠雞是一種在西非馴化的家禽，雖然珍珠雞的馴化時間尚不清楚，但有證據顯示它在西元前 5 世紀就出現在古希臘。
撒哈拉以南非洲地區也馴化了多種咖啡，其中阿拉比卡咖啡原產於埃塞俄比亞，自 15 世紀末以來一直是現代咖啡的主要生產品種。

## 中世紀和近代早期

### 歐洲
中世紀農業進一步進步。修道院遍佈整個歐洲，成為收集農業和林業相關知識的重要中心。莊園制度讓大地主以農民或農奴的形式控制他們的土地及其勞動力。
到西元 900 年，鐵冶煉的發展使得歐洲的產量增加，導致犁、手動工具和馬蹄鐵等農俱生產的發展。卡魯卡重型犁在早期刮耕犁的基礎上進行了改進，採用了中國的犁板犁來翻動北歐厚重、潮濕的土壤。這導致北歐森林被砍伐，農業產量增加，進而導致人口增加。
水磨由羅馬人引進，但在整個中世紀與風車一起改進，用於將穀物磨成麵粉、砍伐木材以及加工亞麻和羊毛。
農作物包括小麥、黑麥、大麥和燕麥。從 13 世紀起，豌豆、菜豆和野豌豆開始普遍用作動物飼料作物，同時也因其固氮施肥特性。農作物產量在 13 世紀達到頂峰，並在 18 世紀之前基本保持穩定。

### 阿拉伯世界
從8世紀到14世紀，伊斯蘭世界經歷了農業實踐的變革，歷史學家安德魯·沃森將其描述為阿拉伯農業革命。

### 哥倫布大交換
自1492年以來，舊大陸與美洲之間農業和畜牧業品種的交換已經開始，即（哥倫布大交換）。從新大陸（美洲）帶到舊大陸（歐洲）的主要農作物包含番茄，玉米，馬鈴薯，木薯，可可和煙草。而帶入新大陸的農產品包括小麥，香料，咖啡和甘蔗等。帶入新大陸的最重要的牲畜是馬和狗（狗在哥倫布之前曾在美洲，但數量很少，不適合農業援助）。儘管不是可食用的牲畜，但馬（以及驢和小馬）和狗很快就在美洲的農業生產中發揮重要作用。馬鈴薯此後成為北歐重要的主食作物。玉米和木薯是16世紀葡萄牙人引入的，之後也成為了舊大陸主要農作物，木薯主要在非洲被種植。

## 現代農業

### 英國農業革命
到19世紀初，農業技術，農業設備和栽培品種皆得到了改善，與中世紀相比，單位面積的單產顯著提高。此外，在長達迎接20世紀農業發展的歷史，查爾斯·達爾文和孟德爾的養殖奠定了最重要的事件的科學基礎。在過去的150年中，這導致了農業生產的爆炸性增長，從19世紀末到20世紀初，機械化（尤其是拖拉機）的飛速發展使農業工作器械化成為可能，而且速度空前。隨著這些進步，美國，阿根廷，以色列和德國等國家已經能夠以高密度種植高質量的農作物，這幾乎是極限。現在可以使用哈伯-博世（Haber-Bosch）方法合成肥料，並且有可能超過以前的有限產量。
自19世紀末以來，世界各地進行了調查，以尋找新品種和新農業方法。例如，弗蘭克·邁耶（Frank N. Meyer）從1916年至1918年訪問了東北亞，並收集了新品種的水果和堅果。從1929年到1931年，一個美國研究小組訪問了東北亞，以帶回大豆品種。經濟學家測量了農業的全要素生產率（TFP），發現美國的農業生產率是1948年的2.6倍。美國，加拿大，法國，澳大利亞和泰國這六個國家佔穀物出口的90％。其中，美國約佔穀物貿易的一半。阿爾及利亞，伊朗，埃及，在諸如墨西哥國家水資源短缺的糧食不再被迫依靠進口。

### 20世紀
20世紀的農業生產力更高，使用化肥和農藥可以節省勞動力，但是水污染在發達國家引起了問題。近年來，由於對傳統農業對環境的外部影響的排斥，出現了促進有機農業的運動。
稻米，玉米和小麥等穀物佔糧食供應的60％。世界上所有耕地1700到1980年間增加了46％，養殖，化肥，農藥，灌溉，生產機械化已經更多地增加。例如，由於1940年至1997年間安裝了灌溉設施，科羅拉多州東部的玉米產量增長了400％至500％。也就是集約化農業。在印度等亞洲國家，由於人口增長，糧食需求量將繼續增加，並且人們對化肥和農藥對環境的影響開始投以關注。在集約化農業中，通常會種植單一品種（單一栽培），但結果是，病蟲害更容易發生，因此有必要依靠農藥。儘管幾十年來一直倡導綜合蟲害管理（IPM）取得了成功，但IPM執行困難，而且農業政策使促進農藥使用更頻繁。

### 綠色革命
綠色革命是1940年代至1970年代後期之間的一系列研究，開發和技術轉讓計劃。它提高了世界各地的農業產量，特別是從1960年代後期開始。該倡議由诺曼·布劳格領導，並因挽救超過十億人免於飢餓而受到讚譽，其中涉及開發高產穀物，擴大灌溉基礎設施，現代化管理技術，分配雜交種子，合成肥料和農藥給農民。綠色革命極大地提高了亞洲的稻穀產量，但在過去的15至20年中趨緩。小麥的遺傳“產量”已經成功提高，但是自1966年以來，水稻的此類品種就一直沒有得到改良，而玉米的品種在35年中也逐步改良。開發除草劑後，雜草適應藥劑的可能會出現。

### 有機農業
在其歷史的大部分時間裡，農業一直是有機農業，沒有合成肥料或殺蟲劑，也沒有基因改造生物。隨著化學農業的出現，魯道夫·斯坦納呼籲不使用合成農藥進行農業，他的 1924 年農業課程為生物動力農業奠定了基礎。

#### 書目
- David Gilmour，The Pursuit of Italy Allen Lane.（2011）p.33
- Niall Fergusson,Civilization.（2010）p.43
- Tim Flannery，Here on Earth Text Publishing Company.（2010）ch.4
- Mark Pagel,Origins of the Human Social.（2012）p.17.216
- Chris Stringer, The Origin of Our Species.（2011）p.245
- Cynthia Stokes Brown,Big History.（2008）p.52
- Flannery,Groves,Perspectives in Human Biology.（1999）p.395.405